# 鄭穆公
鄭穆公（前647年—前606年），史記稱作鄭繆公，姬姓，名蘭，又名子蘭。他是春秋时代鄭國第十一任君主。鄭文公之子，母为燕姞。于公元前627年-前606年在位，之後由其子鄭靈公即位。
穆公的七个儿子的后代在后世成为七个势力强大的世族，他们掌握着郑国的政治，将国君的权力架空。史称“七穆”。

## 身世和即位
穆公的父親鄭文公早年奸淫其叔父鄭子儀的妻子陳媯，生子華和子臧。子臧因和文公不睦而出奔。後來，文公誘殺子華於南里，又派人在陳宋兩國交界處殺了子臧。接著娶江國女子，生下公子士。公子士出使楚國時被楚人用鳩酒毒殺。於是又娶蘇國女人，生子瑕和子俞彌。但俞彌又早夭，子瑕也不被文公和大夫泄駕所喜，故而也沒有被立為太子。
穆公的母親燕姞是南燕國女子，她只是文公的一名賤妾。有一天，她在夢中看到天使給她一支蘭花，並說：“我乃伯儵，是你的祖先，將這朵蘭花交給你的兒子。因為蘭有國香，帶上它，令會別人像愛蘭花一樣愛你。”之後鄭文公在寵倖燕姞的時候給她一朵蘭花。燕姞對文公說：妾不才，假如有幸懷上孩子的話，可能有人不會相信是您的孩子，可以將蘭花作為信物嗎？文公同意了。所以穆公出生後，便取名為蘭。
後來，文公趕走群公子，穆公出奔到晉國，追隨晉文公。晉文公伐鄭時，穆公請求不參與圍攻自己的祖國，晉文公同意。鄭國大夫石甲父说：“姞是吉人的意思，姬和姞姓通婚产生的后代都很昌盛，穆公是姞姓所出，上天或许会帮助他成为国君，他的后代也必然众多。”于是和孔将鉏、侯宣多一起將穆公迎回，立為太子，以此和晉國講和，晉國答應了。
郑文公四十五年（公元前628年）四月，郑文公去世，鄭穆公继位。

## 在位

### 弦高犒秦師
穆公繼位的同年十二月，一代霸主晉文公去世。由於鄭文公和晉文公的先後去世，使得鄭穆公繼位之初便險些受到一心圖霸的，來自秦國秦穆公的軍事打擊。當時秦國間諜杞子手中掌有鄭國北門鑰匙，藉機通知秦穆公。秦穆公以孟明視、西乞術、白乙丙為統帥，企圖乘機偷襲鄭國。大軍行至滑國地段時，被前去宗周做買賣鄭國商人弦高發現。弦高先以十二頭牛犒勞秦軍，說：“我們國君早知你們要去鄭國，特意令我前來犒勞各位。鄭國雖不富足，卻也願意為你們駐紮在此的軍隊提供供求補給，你們在這一天，我就提供一天的的需求，如果要行軍的話，就為你們守備一晚。”來穩著秦軍，然後派人向鄭國報信。鄭穆公獲知秦軍意圖入侵的消息後，見杞子等人早就穀馬礪兵。便派皇武子前去致辭：“你們呆在鄭國很長時間了，所帶的食物大概已經吃完了吧。如果要離開的話，可將鄭國的圍獵場所當做你們是你們秦國的一樣，儘管去獵取麋鹿如何？”。杞子聽後趕緊逃往齊國，黨羽逢孫和揚孫也出逃到宋國。孟明視以為鄭國早有準備，便撤軍了。

### 子瑕之亂
穆公的異母兄公子瑕早先不被文公所喜，被驅逐出國，公子瑕便流亡到了楚國。楚國令尹子上在穩定了與陳、蔡兩國的關係後，攻打鄭國，準備將公子瑕送回國和穆公爭位。但在攻打桔柣之門的時候，公子瑕的戰車不幸翻到水池裡面，結果溺水身亡，由鄭文公夫人收斂並安葬於鄶城之下。

### 在晋与楚之间的摇摆
作為夾雜在晉楚雙雄之間的鄭國和宋國，往往隨著晉楚兩國實力的此消彼長而各自搖擺，也往往因為聽命於各自宗主而互相攻伐。早在鄭文公在位期間，晉國攻打鄭國，鄭國方面為免除兵禍便迎回流亡晉國的穆公並立為太子，於是鄭國成為晉國的盟友。
鄭穆公十六年（公元前612年），鄭國燭之武隨世子夷朝晉。同年晚些時候，穆公又親自朝晉。
鄭穆公十七年（公元前611年），鄭國隨晉國一起伐宋。當時，晉國召集諸侯在扈相會，晉靈公以“貳於楚”的理由拒絕接見鄭穆公。鄭穆公二十年（前608年）時，晉國兩次以幫助他國的名義索取賄賂。鄭穆公認為“晉不足與也”，遂改和楚國結盟。當年秋天，鄭國隨同楚莊王一起攻打陳國及晉國的盟友宋國。晉國以趙盾為主帥救陳、宋，繼而出擊鄭國，但被由蒍賈率領的援軍在北林擊退。
鄭穆公二十一年（公元前607年），鄭國的公子歸生從楚國之命，率軍攻打宋國，宋國戰敗，主將華元被擒獲，並獲得樂呂屍體和甲車四百六十多輛，俘虜二百五十人。鄭穆公的騎牆行為，有時還會遭到晉楚兩方面的打擊。晉國在北林之戰失敗的當年就攻打鄭國進行報復。夏天，晉國聯合宋、衛、陳三國聯軍大舉進犯。次年，晉成公率師攻鄭，大軍直逼至郔（一說在今河南滑縣，一說在鄭州），鄭國被迫講和，並再次成為晉的盟國。同年夏年，楚莊王便出兵侵犯以示報復。可以說穆公的一生就是這樣游走搖擺在晉國與楚國之間。

## 去世
鄭穆公二十二年（公元前606年）十月，穆公生病，說：“蘭花死了，我也會步其後塵嗎？我是因為蘭花而生的。”不久，割除蘭花而去世。

## 身後
鄭穆公去世後，由太子夷即位，為鄭靈公，靈公在位僅一年就被叔叔公子歸生（子家）所弒。隨後由弟弟公子堅繼位，是為鄭襄公。自襄公開始，穆公的子孫良氏、游氏、國氏、罕氏、駟氏、印氏和豐氏輪流執政，統稱為七穆。

## 家庭
- 父：鄭文公
- 母：燕姞
- 異母兄弟：子華、子臧、公子士、子瑕、子俞彌

### 子女
子：
- 公子夷，后为郑灵公，少妃姚子生。
- 公子坚，后为郑襄公。
- 公子去疾，字子良，七穆之一良氏始祖。
- 公子喜，字子罕，七穆之一罕氏始祖。
- 公子騑，字子驷，七穆之一驷氏始祖。
- 睔，字子印，七穆之一印氏始祖。
- 公子发，字子国，七穆之一国氏始祖。
- 公子偃，字子游，七穆之一游氏始祖。
- 公子平，字子豐，七穆之一丰氏始祖。
- 子然，然氏始祖，宋子生。
- 公子嘉，字子孔，孔氏始祖，宋子生。
- 揮，字子羽，羽氏始祖。
- 士子孔，大季氏始祖，圭妫生。

女：
- 夏姬，少妃姚子生，春秋時期著名美女。